# 오완수 (1898년)
오완수(吳完洙, 일본식 이름: 吳完一고 간이치, 1898년 2월 ~ 1985년 12월 21일)는 일제강점기와 대한민국의 법조인이다.

## 생애
경상북도 의성군 출신이다. 경성법학전문학교를 졸업하고 광주지방법원 정읍지청 서기 겸 통역생으로 법조계에 입문했다. 1920년에 조선총독부 판사로 임명되어 대구지방법원 안동지청 판사로 근무를 시작했다.
부산지방법원 통영지청 판사를 거쳐 1929년에 대구복심법원으로 전근하였고, 1933년에 경성복심법원 판사를 맡았다. 일제 강점기 말기에는 다시 대구복심법원과 대구지방법원 판사로 돌아왔다.
총독부 판사로 20년 이상 근무하는 동안 일본 정부로부터 여러 차례 훈장을 받아, 대구지방법원 판사로 재직 중이던 1942년을 기준으로 정5위 훈5등에 서위되어 있었다. 오완수가 경성복심법원 판사로 근무하던 1935년에 경성복심법원에는 조선인 검사는 한 명도 없고, 조선인 판사 역시 오완수와 백윤화 두 명뿐이었을 정도로 일본 제국의 신임을 받았다.
1932년에는 대구복심법원 형사부 재판을 맡아 경상남도 산청군에 거주하는 20세 농부에게 징역 1년형을 선고한 일이 있다. 이 농부는 친척 집에 있던 쇼와 천황 부부의 사진에 "불량자 불량여 우자(牛子) 마자(馬子) 3천 구자(三千拘子)"라는 욕설을 썼다가 체포되었다. 이때 오완수는 "양 폐하의 존엄이 모독"되었다는 이유로 징역형을 선고했다.
태평양 전쟁 종전 후에도 미군정 법무부에 의해 대구지방법원 검사장으로 기용되었다. 한국 전쟁 중 조선인민군이 낙동강 북쪽을 점령했다가 후퇴했을 때 경상북도 지역에서 인민군에 협조했던 부역행위자를 가려내는 심사위원으로 추천되었다.
대구에서 변호사를 개업하여 대구변호사회 회장으로 오랫동안 활동하였다. 1961년에는 4·19 혁명으로 수립된 제2공화국에서 특별검찰을 구성하면서 특별검찰부장으로 선출되었으나, 취임을 거부했다.
2002년 발표된 친일파 708인 명단 중 판사 부문과 2008년 민족문제연구소가 발표한 친일인명사전 수록예정자 명단 중 사법 부문에 선정되었으며 2009년 친일반민족행위진상규명위원회가 발표한 친일반민족행위 705인 명단에도 포함되었다.

## 참고자료
- 오완수(吳完洙) - 국사편찬위원회